# Ozarba cervina
Ozarba cervina là một loài bướm đêm trong họ Noctuidae.